# Affaire du Trent
 (janvier 2023).

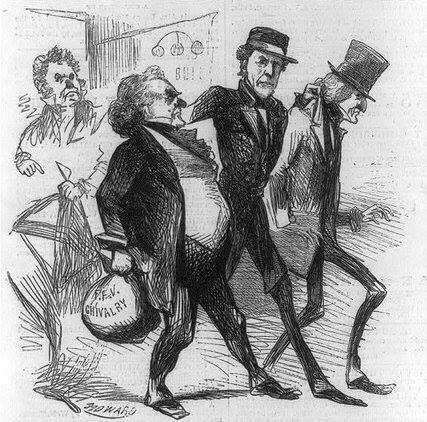

L’affaire du Trent est un incident naval et diplomatique survenu pendant la première année de la guerre de Sécession, et qui a failli provoquer une guerre entre les États-Unis et différents pays européens dont le Royaume-Uni soutenu par la France.

## Contexte politique
Au début de la guerre de Sécession, le gouvernement britannique est relativement favorable aux États du Sud et envisage même de reconnaître officiellement la Confédération sudiste comme État indépendant. Pour des raisons économiques toutefois, le Royaume-Uni comme la France proclament leur neutralité dans le conflit qui vient de s'ouvrir en reconnaissant le caractère de belligérant d'une part aux États-Unis (appelés alors l'« Union », et dont le gouvernement se trouve à Washington) et d'autre part à la Confédération (dont le siège est à Richmond (Virginie) au moment des faits).

## Les faits

### L’arrestation

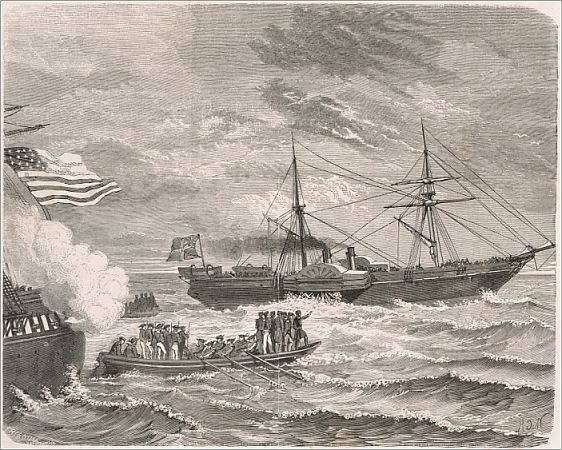
Représentation de l'arraisonnement dans un journal de l'époque.

Le 8 novembre 1861, à 240 milles au nord de Cuba, l'USS San Jacinto, frégate à vapeur et à hélice de la marine des États-Unis commandée par Charles Wilkes, invite par signaux le paquebot britannique Trent (qui fait régulièrement la traversée atlantique entre La Havane et Southampton) à stopper. Ce dernier ignore l'injonction faite et continue sa route. Le commandant de la frégate fait tirer au canon devant l'étrave du paquebot neutre, qui cède alors à la force et met en panne.

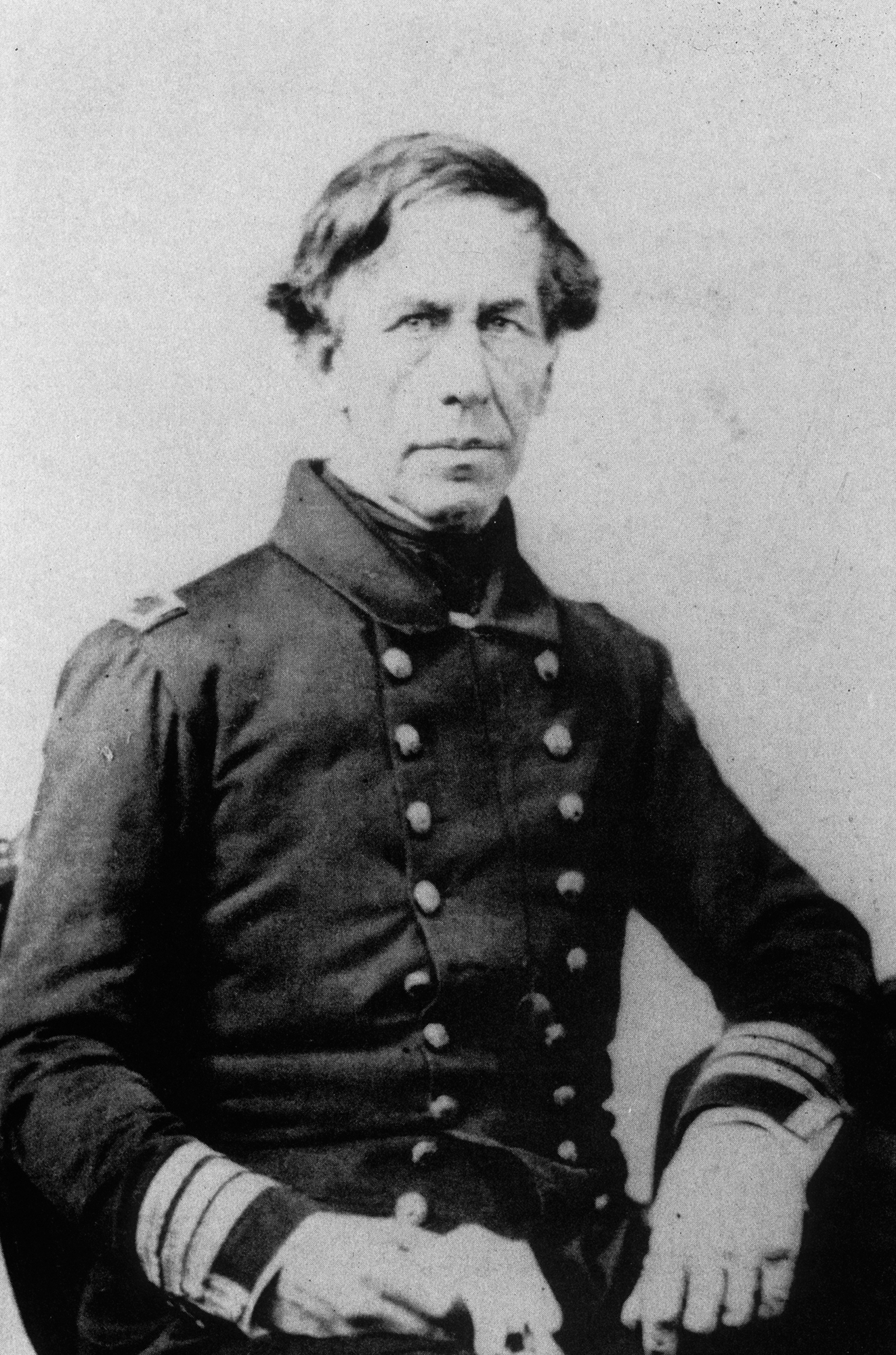
Charles Wilkes (1798-1877).

Le commodore Wilkes avait en effet appris, lors d’une escale à Cuba, que deux hommes politiques sudistes avaient pris place à bord du Trent dont le départ pour Southampton était fixé au 7 novembre. Les deux personnalités en question, James M. Mason et John Slidell (accompagnés de leur famille et de leurs secrétaires particuliers), avaient « forcé » le blocus de Charleston le 12 octobre pour rejoindre La Havane, port espagnol, dix jours plus tard. Leur mission était d’amener les gouvernements français et britannique à reconnaître officiellement l'existence de la nation sudiste. Les deux diplomates et leur famille sont débarqués manu militari du Trent malgré les protestations des membres d’équipage, arguant la neutralité du navire britannique.
Dès que le San Jacinto (le navire de Wilkes) mouille à Fort Monroe, la nouvelle de l'arrestation des commissaires confédérés se répand dans le Nord et Wilkes est accueilli comme un héros national. Le secrétaire d'État à la Marine Gideon Welles lui adresse ses plus vives félicitations, les membres de la haute société de Boston donnent un banquet en son honneur et la chambre des représentants décide, à l'unanimité, d'accorder à Wilkes une médaille spéciale pour « sa conduite avisée et patriotique ».
Cependant, les plus hautes instances de l'Union restent silencieuses dans cette affaire. Ni le président Abraham Lincoln, ni le secrétaire d'État William Henry Seward ne font de commentaires. À l’inverse, le président du comité des affaires étrangères du Sénat, déclare que « s'il n'en avait tenu qu'à lui, [il] aurait bien forcé Wilkes à ramener lui-même ses prises en Angleterre ».

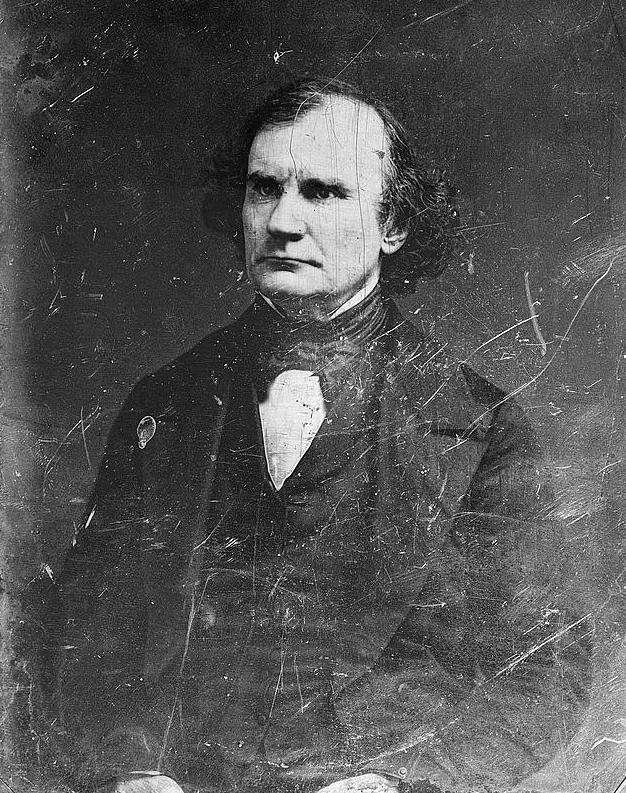
James Murray Mason (1798 – 1871)

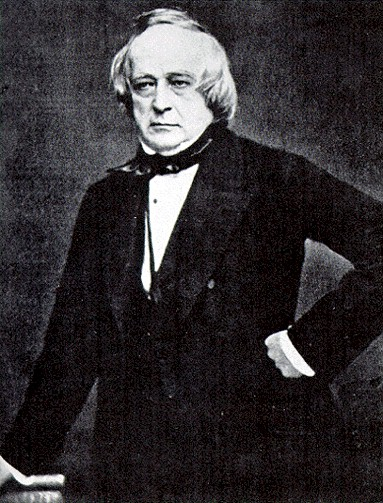
John Slidell (1793 – 1871)

### Réactions européennes
Le 27 novembre 1861, de retour à Southampton, le commandant du Trent relate à quelle inquisition son bâtiment a été soumis. Aussitôt, une tornade de réactions secoue le pays et la presse (en particulier le London Times) qui ameute l'opinion publique en prétendant que le Commodore Wilkes ne pouvait avoir agi sans l'assentiment de son gouvernement. Moins de trois jours plus tard, le gouvernement britannique vote les crédits nécessaires à la mise sur pied de guerre de la flotte tout entière et à l'envoi d'un corps expéditionnaire de 8 000 hommes au Canada. Le ministre des affaires étrangères rédige à l'intention de son homologue américain une lettre qui déclare en substance : « Le gouvernement de Sa Majesté est persuadé que, lorsque cette affaire sera prise en considération par le gouvernement des États-Unis, ce dernier, de son propre chef, proposera aux autorités britanniques de réparer l'offense qui leur a été faite, dans les seuls termes acceptables pour le peuple britannique, à savoir : la libération des quatre gentlemen en question qui seront replacés sous la protection britannique avec des excuses à la mesure de l'agression commise à notre égard. »
Cette lettre devait être présentée par l’ambassadeur britannique à Washington qui, selon ses ordres, devait exiger une réponse officielle immédiate, au besoin en brandissant la menace d'une déclaration de guerre.
Sans aucun doute, un tel document aurait provoqué une guerre car le président Lincoln ne pouvait accepter une telle demande qui remettait en cause la souveraineté nationale des États-Unis. Cependant, avant d’être envoyée, la lettre est soumise à l’accord de la reine Victoria qui, via son époux le prince Albert, retouche et adoucit le ton en particulier en laissant entendre que l'action du Commodore Wilkes ne résulte pas d'un ordre direct de Washington.
Dans un second document également rédigé le 30 novembre 1861, le ministre des affaires étrangères recommande à son ambassadeur de s’abstenir de toute menace envers les États-Unis pendant une semaine, délai accordé pour laisser au gouvernement la possibilité de reconnaître ses torts et de prendre des mesures visant à libérer les prisonniers. Pendant cette période, le gouvernement français assure officiellement le Royaume-Uni de son soutien en cas de guerre.

### Fin de l’affaire
Consulté par le gouvernement, le général MacClellan soutient que l’Union n’aurait aucune chance de vaincre dans une double guerre contre la Confédération et le Royaume-Uni. Aussi, la décision est prise de libérer les prisonniers et, le 27 décembre 1861, une réponse favorable, quoique dénuée de toute excuse, est transmise officiellement aux Britanniques qui l’acceptent le 10 janvier 1862. James Mason et John Slidell débarquent finalement à Liverpool quelque temps plus tard dans l’anonymat et l’indifférence générale.

### Conséquences
L’affaire du Trent aura comme principale conséquence de créer un climat de confiance et de coopération entre les gouvernements britannique et américain. Avant la crise, beaucoup de diplomates britanniques voient en Seward un démagogue agressif, prêt à déclarer la guerre à la Grande-Bretagne. Son attitude conciliante et modérée les fait changer d’avis et renforce les liens entre les deux pays, annonçant ainsi les futures relations américano-britanniques.
Pour nombre d’historiens, l’affaire du Trent représente l’un des grands « what ifs » de la guerre de Sécession. Pour certains, s'il avait été engagé sur deux fronts, le Nord aurait été incapable de soutenir l’effort de guerre et la Confédération serait devenue une nation indépendante. Pour d’autres, l'agression britannique aurait eu pour effet d’unifier à nouveau le Nord et le Sud contre l’ancienne puissance coloniale.